# Claudio Tello
Claudio Enrique Tello Ortiz (* 28. September 1963 in Santiago; † 15. April 2014) war ein chilenischer Fußballspieler. Der Innenverteidiger bestritt acht Länderspiele für die Nationalmannschaft Chiles und wurde auf Vereinsebene drei Mal mit dem CD Cobreloa chilenischer Meister.

## Karriere

### Verein
Claudio Tello spielte in der Jugend bei Deportes Aviación und wechselte 1982 aufgrund der Auflösung des Klubs zum CD Cobreloa. Bei den Wüstenfüchsen gab der Abwehrspieler sein Profidebüt 1983 und feierte bis zu seinem Wechsel 1993 zu Provincial Osorno die Meisterschaften 1985, 1988 und 1992 mit Cobreloa. Zusätzlich gelang Tello 1986 der Gewinn der Copa Chile. Nach zwei Jahren in Osorno wechselte der Defensivakteur wieder zu Deportes Antofagasta, für das er bereits 1985 auf Leihbasis aufgelaufen war. Bei Antofagasta beendete Tello 1998 seine Karriere in der Segunda División, nachdem der Verein aus der Hafenstadt im Norden 1997 abgestiegen war.
Nach seiner aktiven Karriere war Tello als Co-Trainer von Gustavo Huerta bei Cobreloa tätig. Im Alter von 50 Jahren starb der achtfache Nationalspieler an einer Krebserkrankung.

### Nationalmannschaft
In der Nationalmannschaft Chiles debütierte Claudio Tello im Mai 1988 beim Sir Stanley Matthews Cup gegen Griechenland. Insgesamt bestritt der Verteidiger acht Länderspiele, allerdings kein Pflichtspiel. Zuletzt lief Tello bei der Copa Boquerón im September 1988 gegen Ecuador auf.
Zuvor gewann Tello mit der B-Nationalmannschaft die Silbermedaille bei den Panamerikanischen Spielen 1987.

### Erfolge
Cobreloa
- Primera División: 1985, 1988, 1992
- Copa Chile: 1986

Chile B
- Silbermedaille bei den Panamerikanischen Spielen: 1987